# Jacob Wukie
Jacob Wutkie (Massillon, 11 maggio 1986) è un arciere statunitense, vincitore dell'argento olimpico nella gara a squadre ai Giochi di Londra 2012.

## Palmarès
- Giochi olimpici

2012 - Londra: argento nella gara a squadre.
- Campionati panamericani di tiro con l'arco

2009 - Guadalajara: oro nell'individuale e argento a squadre nell'arco ricurvo.